# Phyllobates
Phyllobates es un género de ranas venenosas de la familia Dendrobatidae, nativas de América, desde Nicaragua hasta Colombia.  Phyllobates contiene la especie de rana más venenosa, Phyllobates terribilis. Típicas de estas ranas venenosas, es que todas las especies son muy coloridas, y que varían en su grado de toxicidad. Solo las especies de Phyllobates las usan los nativos sudamericanos como fuente de veneno para sus dardos de caza. El veneno que despiden de su piel es Batracotoxina.
|                                              | Batracotoxina (µg) | Homobatracotoxina (µg) | Batracotoxinina A (µg) |
| Phyllobates bicolor y Phyllobates aurotaenia | 20                 | 10                     | 50                     |
| Phyllobates terribilis                       | 500                | 300                    | 200                    |
| Phyllobates vittatus                         | 0,2                | 0,2                    | 2                      |
| Phyllobates lugubris                         | 0,2                | 0,1                    | 0,5                    |

## Especies
Se reconocen las siguientes 7 especies según ASW:
- Phyllobates aurotaenia (Boulenger, 1913)
- Phyllobates bezosi Amézquita, Vargas-Salinas, Ramos, Palacios-Rodríguez, Salazar, Quiroz, Bolívar, Galindo-Uribe & Mazariegos-H, 2024[4]
- Phyllobates bicolor Duméril & Bibron, 1841
- Phyllobates lugubris (Schmidt, 1857)
- Phyllobates samperi Amézquita, Vargas-Salinas, Ramos, Palacios-Rodríguez, Salazar, Quiroz, Bolívar, Galindo-Uribe & Mazariegos-H, 2024[4]
- Phyllobates terribilis Myers, Daly & Malkin, 1978
- Phyllobates vittatus (Cope, 1893)